# 해바라기 은하
해바라기 은하(M63, NGC 5055)는 사냥개자리에 있는 은하이다. 1779년 6월 14일 샤를 메시에의 친구 Pierre Méchain이 발견했고, 메시에는 이 은하를 발견 직후 메시에 천체 목록에 수록했다. 이후 1850년 경 Lord Rosse는 이 은하를 '나선 은하'로 분류했다.
이 은하는 딥스카이 천체 중 가장 먼저 발견된 존재이다. 해바라기 은하는 소용돌이 은하처럼 근처의 왜소 은하들과 함께 무리를 형성하고 있다.

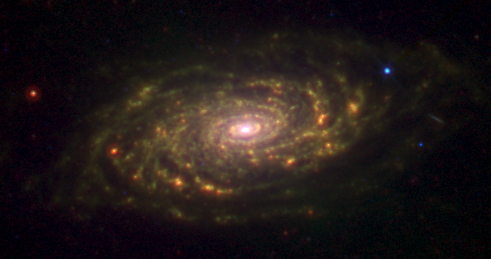
스피처 우주 망원경으로 적외선 영역에서 촬영한 해바라기 은하.

## 같이 보기
- 메시에 천체 목록